# Null Positiv
Null Positiv é uma banda alemã de Neue Deutsche Härte formada na cidade de Lübbenau, em 2015. A banda também usa elementos do Nu Metal, além de mencionar bandas como Korn, Slipknot, In This Moment, System of a Down e o Rammstein como influência musical.
A vocalista Elli Berlin utiliza o gutural e o vocal melódico, o que é bastante raro em bandas que tem mulheres como vocalistas, inclusive podendo lembrar Alissa White-Gluz, vocalista do Arch Enemy.

## História
O produtor Oliver Pinelli, conhecido por já ter contribuído para bandas e artistas como Unheilig, Wolfsheim, In Extremo e Paul van Dyk, foi o responsável pelo EP de estréia da banda, "Krieger", lançado em 2016, além dos dois primeiros álbuns "Koma", de 2016 e "Amok", de 2018. A banda também fundou sua própria gravadora, a Triplebase Records.
O Null Positiv tocou com o álbum Koma como banda de abertura de Anthrax, The Raven Age e Life of Agony e teve uma aparição no Wacken Open Air de 2017 que foi registrada em DVD. Após isso, a banda seguiu em uma turnê europeia com a banda suéca Therion.
Em 2018, o guitarrista Martin Kotte deixou a banda por motivos pessoais. Seu sucessor, Bene Gugerbauer, teve grande influência no estilo musical da banda. No mesmo ano, devido a uma grave lesão nas costas da vocalista Elli Berlin, a banda teve que fazer uma pausa forçada. Nesse período, um grande número de novas músicas foram criadas.
Em maio de 2019, a banda saiu em turnê como co-headliners com a banda espanhola Ankor passando pela Suíça, França, Bélgica e Itália.
Em 2020 foi lançado o terceiro álbum da banda, "Independenz", que foi completamente produzido por Elli Berlin.

## Discografia
Álbuns
| Ano  | Título      | Data de Lançamento    | Formatos             |
| ---- | ----------- | --------------------- | -------------------- |
| 2017 | Koma        | 31 de março de 2017   | CD, Download Digital |
| 2018 | Amok        | 01 de outubro de 2018 | CD, Download Digital |
| 2020 | Independenz | 31 de julho de 2020   | CD, Download Digital |

EP
| Ano  | Título  | Data de Lançamento    | Formatos             |
| ---- | ------- | --------------------- | -------------------- |
| 2016 | Krieger | 2 de setembro de 2016 | CD, Download Digital |

Singles
| Ano  | Título         | Data de Lançamento    | Álbum | Formatos         |
| ---- | -------------- | --------------------- | ----- | ---------------- |
| 2016 | Friss dich auf | 4 de junho de 2016    | Koma  | Download Digital |
| 2017 | Unvergessen    | 31 de janeiro de 2017 | Koma  | Download Digital |

Ao vivo
| Ano  | Título                  | Data de Lançamento | Formatos |
| ---- | ----------------------- | ------------------ | -------- |
| 2017 | Live at Wacken Open Air | outubro de 2017    | DVD      |

## Videoclipes
- 2016: Friss dich auf (Diretor: Daniel Flax)
- 2016: Kollaps (Diretor: Daniel Flax)
- 2016: Zukunft ungewiss (Diretor: Daniel Flax)
- 2017: Unvergessen (Diretor: Daniel Flax)
- 2017: Koma (Diretor: Daniel Flax)
- 2017: Wo Rauch ist, ist auch Feuer (Diretor: Daniel Flax)
- 2017: Hass (Diretor: Michael Roob)
- 2017: Hoffnung ist ein suesses Gift (Diretor: Michael Roob)
- 2018: Amok (Diretor: Michael Roob)
- 2018: Trauma (Diretor: Michael Roob)
- 2019: Turm der Angst (Diretor: Michael Roob)
- 2020: Freiheit (Diretor: Michael Roob)
- 2020: Independenz (Diretor: Michael Roob)